# Torno (Italia)
Torno es una localidad y comune italiana de la provincia de Como, región de Lombardía, con 1.242 habitantes.

## Itinerario
Torno fue casi destruido por los españoles en 1522. De las numerosas fortificaciones medievales, todavía son visibles los restos de la muralla del Castillo, que es una construcción característica del lugar. Está situado sobre el nivel del lago de Como con vista a la ciudad de  Moltrasio y a sus espaldas se encuentra el Monte Boletto. Torno  es el punto de partida para el itinerario de Piazzaga. Siguiendo las flechas rojas por el "camino real" y las señales de Molina, Piazzaga / Massi Avelli. En Piazzaga se puede tomar un buen descanso para disfrutar un poco de la comida típica y tradicional del lugar en el Crotto (enlace roto disponible en Internet Archive; véase el historial, la primera versión y la última).. Desde Piazzaga se puede subir a Monte Piatto, que desde su cima se goza de una maravillosa vista. Un poco más lejos, se puede llegar a la "piedra péndula".

## Evolución demográfica
| Gráfica de evolución demográfica de Torno entre 1861 y 2001 |
|                                                             |
| Fuente ISTAT - elaboración gráfica de Wikipedia             |